# 샌드보딩
샌드보딩(Sandboarding)은 스노보딩과 비슷한 스포츠로, 모래에서 행해진다.
샌드보딩은 스노보드와 유사한 보드 스포츠이자 익스트림 스포츠로, 보드 위에 서서 두 발을 묶거나 바인딩 없이 느슨하게 서서 모래 언덕을 가로지르거나 내려가는 것을 포함한다. 샌드보딩은 앉거나 배나 등을 대고 누워서 연습할 수도 있다. 일반적으로 샌드보드를 사용하지만 썰매, 서핑보드, 스케이트보드 데크 또는 스노우보드를 사용할 수도 있다.
샌드보딩은 전 세계적으로 지지자가 있지만 사막 지역이나 해변 모래 언덕이 있는 해안 지역에서 가장 널리 퍼져 있다. 스노보드보다 덜 인기가 있는데, 부분적으로는 모래 언덕에 기계화 스키 리프트를 짓는 것이 매우 어렵기 때문에 참가자들은 모래 언덕 꼭대기까지 걷거나 듄 버기 또는 전지형 차량을 타고 다시 올라와야 한다. 반면 사구는 일반적으로 계절에 따라 운영되는 스키 리조트와 달리 연중 내내 이용할 수 있다.